# Garibaldka
Garibaldka – gra karciana znana w całej Europie. W Wielkiej Brytanii znana jako „Russian bank” („bank rosyjski”), we Francji „crapette”, „pasjans Napoleona" a na obszarze języka niemieckiego „Schikanieren” („szykanowanie”). Przeznaczona dla dwóch osób. Każda z nich dysponuje własną talią 52 kart o starszeństwie od asa do króla. Celem zabawy jest pozbycie się posiadanych kart.

## Zasady gry
Każdy tasuje swoje karty, a następnie odkłada na stos (koszulkami do góry) 12 kart, które przykrywa trzynastą, odkrytą. W ten sposób tworzy magazynek. Ten gracz, który odkrył starszą kartę, rozpoczyna rozgrywkę. 
Obaj gracze wykładają też po cztery odkryte karty na stół, tworząc dwa równoległe rzędy – tzw. bazę. W środku zostawiają miejsce na osiem asów - po cztery z każdej talii.
Celem zabawy jest pozbycie się wszystkich kart z ręki i z magazynku. Gracz, który rozpoczyna swoją turę, odkrywa wierzchnią kartę z ręki i kładzie na stole tak, aby widział ją przeciwnik. 
Jeśli jest to as, to gracz musi położyć go na środku stołu, w miejscu przeznaczonym na asy (tak samo postępuje, gdy as lub asy znalazły się wśród ośmiu kart bazowych, w tym przypadku na wolne miejsce ma prawo wyłożyć odpowiednią ilość kart z ręki bądź magazynku). Przymus ów dotyczy też kolejnych kart danego koloru (dwójki, trójki itd.), o ile as znajduje się już na stole - w grze istnieje przymus dokładania do asów, niczym w pasjansie. Kto popełni błąd i nie dołoży karty do asa, traci turę.
Gracz ma prawo – ale już nie obowiązek – dołożyć kartę z ręki bądź wierzchnią z magazynku do dowolnej innej karty bazowej, przy zachowaniu zasady malejąco-naprzemiennie. Oznacza to, że do siódemki trefl może dołożyć szóstkę kier lub karo, a do króla kier – damę pik lub trefl. W trakcie własnej tury ma również prawo przekładać karty na stole, przy zachowaniu wspomnianej zasady. Nie może jednak brać do ręki więcej niż jednej karty. W kolejnym ruchu ta ostatnia karta staje się kartą bazową. Oznacza to, że gdy na stole w jednym sekwensie leży dama kier i walet pik, a w drugim sam król trefl, to gracz nie może przenieść damy i waleta na króla. Może za to przenieść waleta na damę karo (o ile jest taka wśród kart bazowych), następnie odsłoniętą już damę kier na króla, i dalej waleta z damy karo na damę kier.
Jeśli gracz nie ma możliwości ruchu, odkłada kartę na bok, kończąc tym samym turę. Karty odłożone na bok – tzw. śmietnik – tworzą nową talię, której gracz używa po wyczerpaniu kart z ręki.
Podczas tury gracz ma również prawo dorzucić kartę bazową, z ręki lub z magazynku, do magazynku lub śmietnika przeciwnika. Musi to jednak być karta tego samego koloru, o oczko młodsza lub starsza.